# Theobald Thier
Theobald Thier (* 12. April 1897 in Stuttgart; † 12. Juli 1949 in Krakau) war ein deutscher SS-Brigadeführer und Generalmajor der Polizei, der als SS- und Polizeiführer (SSPF) tätig war.

## Leben
Thier, Sohn eines Kaufmanns, besuchte die Realschule. Thier nahm als Soldat am Ersten Weltkrieg teil und schloss sich nach Kriegsende einem Freikorps an. Danach absolvierte er eine Ausbildung zum Landwirt und wurde Gutsbesitzer. Am 9. November 1923 nahm er am Hitlerputsch teil. Thier wurde bereits 1923 Mitglied der NSDAP, trat aber 1926 aus der wiederbegründeten Partei aus. Danach lebte er als Landwirt und Gutsverwalter in Chile. Noch in Chile trat er Anfang Mai 1933 der NSDAP/AO (Mitgliedsnummer 1.744.848) wieder bei. Im Zuge seiner Anfang 1935 erfolgten Rückkehr nach Deutschland trat er auch der SS (Mitgliedsnr. 250.198) bei. Zunächst war er Angehöriger des Stabes im SS-Abschnitt XVI und von Mai 1935 bis August 1935 Adjutant von Hans-Adolf Prützmann. Anschließend gehörte er bis März 1936 zum Stab des SS-Oberabschnitts „Südwest“ und führte danach bis Mai 1937 den I. Sturmbann der 13. SS-Standarte. Von Mai 1937 bis Mai 1939 war er Führer der 55. SS-Standarte „Weser“ und anschließend des SS-Abschnitts XV bis Oktober 1939.
Nach Ausbruch des Zweiten Weltkrieges war er von Oktober 1939 bis Juni 1941 als Stabsführer beim HSSPF „Danzig-Westpreußen“ eingesetzt. und danach Angehöriger des SS-Oberabschnitts Weichsel von November 1940 bis November 1942. Zudem war er 1941 Ratsherr in Gotenhafen. Von Juni 1941 bis Ende November 1941 war er beim Einsatzstab Wegener in Norwegen tätig. Ab Anfang Dezember 1941 war er für einige Monate im RSHA tätig. Ab April 1942 war er beim HSSPF Ost als Inspekteur eingesetzt. Thier war als SSPF Kaukasien-Kuban vorgesehen, zur Einrichtung einer Dienststelle HSSPF Kaukasien unter Gerret Korsemann kam es jedoch nicht. Ab Februar 1943 war er einige Monate in Leipzig und Danzig tätig.
Von Anfang Mai 1943 bis Juli 1943 war Thier SSPF „Kertsch-Tamanhalbinsel“ und anschließend bis Mitte Februar 1944 SSPF „Lemberg“. In Lemberg setzte er die „Enterdung“ der Massengräber um und war maßgeblich in die Auflösung des Zwangsarbeiterlagers Janowska involviert, welches mit der Tötung der jüdischen Häftlinge endete. Thier war auch zuständig für die Partisanenbekämpfung. In einem von ihm verfassten Flugblatt appellierte er, an die polnischen Partisanen überzulaufen: „Nur die Juden müssen sterben. Tötet sie!“. Von Mitte Februar 1944 bis Januar 1945 war er SSPF „Krakau“. Ab März 1945 war Thier noch beim HSSPF Nordsee eingesetzt.
Nach Kriegsende wurde Thier am 22. Juli 1945 verhaftet und nach Polen überstellt. Dort wurde er am 10. Dezember 1948 in Krakau zum Tode verurteilt. Am 12. Juli 1949 starb Thier in der Haft oder wurde hingerichtet.

## Auszeichnungen
| Thiers SS- und Polizeiränge | Thiers SS- und Polizeiränge                   |
| Datum                       | Rang                                          |
| --------------------------- | --------------------------------------------- |
| Mai 1935                    | SS-Obersturmführer                            |
| April 1936                  | SS-Hauptsturmführer                           |
| Mai 1937                    | SS-Sturmbannführer                            |
| April 1938                  | SS-Obersturmbannführer                        |
| November 1938               | SS-Standartenführer                           |
| November 1940               | SS-Oberführer                                 |
| November 1942               | SS-Brigadeführer und Generalmajor der Polizei |

- Eisernes Kreuz (1914) II. Klasse
- Verwundetenabzeichen (1918) Ausprägung unbekannt
- Spange zum Eisernen Kreuz II. Klasse
- Kriegsverdienstkreuz (1939) II. und I. Klasse mit Schwertern
- Ehrendegen des Reichsführers SS
- Totenkopfring der SS